# Лесли Лампорт
Лесли Лампорт (енгл. Leslie Lamport; Њујорк, 7. фебруар 1941) амерички је математичар, информатичар и програмер, творац система за припрему докумената познатог под именом LaTeX.
Лампорт је завршио средњу школу у Бронксу (енгл. Bronx High School of Science) да би 1960. године дипломирао математику на Масачусетском Институту за технологију, а магистратуру и докторат је одбранио на Универзитету Брендеис, 1963. и 1972. године. У својој докторској дисертацији истраживао је сингуларитете аналитичких парцијалних диференцијалних једначина.
Добио је Тјурингову награду 2013. године „за темељне доприносе теорији и пракси дистрибуираних и конкурентних система, конкретно за дефинисање појмова као што су каузалност и логички сатови, безбедност и животност, машине репликованих стања и секвенцијалну конзистентност”. Осмислио је важне алгоритме и развио формалне протоколе за моделирање и верификацију који побољшавају квалитет реалних дистрибуираних система. Ови доприноси су довели до побољшања исправности, перформанси и поузданости рачунарских система.